# Enrique Reed
Enrique Reed Valenzuela (1 de agosto de 1915-11 de mayo de 1958) fue un jugador de ajedrez chileno.

## Resultados destacados en competición
Una vez ganador del Campeonato de ajedrez de Chile en el año 1932.
Participó representando a Chile en una Olimpíadas de ajedrez en el año 1939 en Buenos Aires.